# Ноћна куповина
Ноћна куповина (2001) је комедија снимљена у продукцији предузећа FilmFour Productions. Филм говори о четири млада пријатеља (Шон, Винсент, Џоди и Лени) који раде у ноћној смени различите послове-који-убијају-душу (болница, супермаркет, фабрика и кол-центар, тачније), затим се састају у кафеу после смене да разговарају ни о чему и уопштено да убију време.

## Радња
Свако од њих има веома мало од живота, осим њихових досадних послова и састајања једних са другима у кафеу. Шон није срео своју девојку 3 недеље и почиње да се пита да ли она још увек живи у његовом стану. Винсент је женскарош који има правило да се никада не види са девојком више од 3 пута. Лени сваку девојку коју види замишља у порно ситуацији, али чак не може да скупи снагу да разговара са девојком са којом ради коју жели да пита да ли жели да с њим изађе. Џоди не може да натера себе да каже осталој тројици да је она отпуштена са посла, али се и даље појављује сваке ноћи после „смене“ да разговара.
У филму се појављује неколико глумаца познатих у Уједињеном Краљевству, понајвише Џејмс Ленс (игра Винсента) који је глумио у телевизијској серији Ја сам Ален Патриџ, серији Наставници и у једној епизоди серије Spaced. Кејт Ешфилд (игра Џоди) ће најпре бити препозната као Лиз из Shaun Of The Dead и новој серији Тајни осмех.

## Утицај
Овај филм се од неких сматра култним, обзиром на много верних обожавалаца који га проглашавају једном од најбољих, али потцењених, комедија у Великој Британији.

## Занимљивости
- Ноћна куповина је углавном снимана у Глазгову.
- Кафе у коме се састају четири пријатеља је у ствари кафе у улици Сакихол у Глазгову. То је данас бар Варајети, који служи вина и јака алкохолна пића.
- Тунел на крају филма је Клајд тунел. Пролази испод реке Клајд, главне реке која пролази кроз Глазгов.